# Baunti járás

A baunti járás Burjátföldön

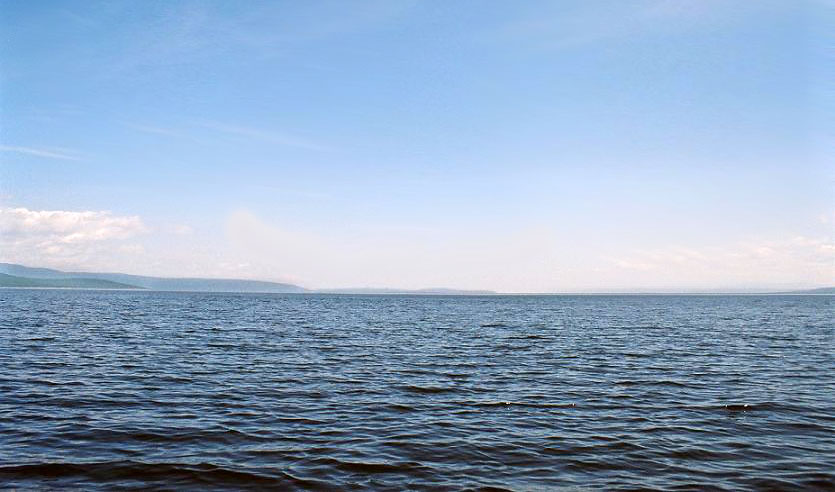
A Baunt-tó

A Baunti járás (oroszul Баунтовский эвенкийский район, burját nyelven Бабанта аймаг) Oroszország egyik járása Burjátföldön, székhelye Bagdarin falu, nevét a területén található Baunt-tóról kapta.

## Népesség
- 2002-ben 10 907 lakosa volt, melyből 76,8% orosz, 14,7% burját, 5,4% evenk.
- 2010-ben 9 667 lakosa volt, melyből 7 482 orosz, 1 284 burját, 586 evenk, 68 ukrán, 44 tatár stb.